# Bladfåglar
Bladfåglar (Chloropseidae) är en familj av ordningen tättingar. Familjen består endast av tolv arter i släktet Chloropsis med utbredning i Sydasien och Sydostasien, från Indien till Filippinerna och Java:
- Filippinbladfågel (C. flavipennis)
- Palawanbladfågel (C. palawanensis)
- Smaragdbladfågel (C. sonnerati)
- Grön bladfågel (C. cyanopogon)
- Blåvingad bladfågel (C. moluccensis)
- Javabladfågel (C. cochinchinensis)
- Borneobladfågel (C. kinabaluensis)
- Indisk bladfågel (C. jerdoni)
- Guldpannad bladfågel (C. aurifrons)
- Sumatrabladfågel (C. media)
- Orangebukig bladfågel (C. hardwickii)
- Blåmaskad bladfågel (C. venusta)

Vissa behandlar familjen bladfåglar som en del av blåfåglarna (Irenidae).